# Missioni spagnole in California

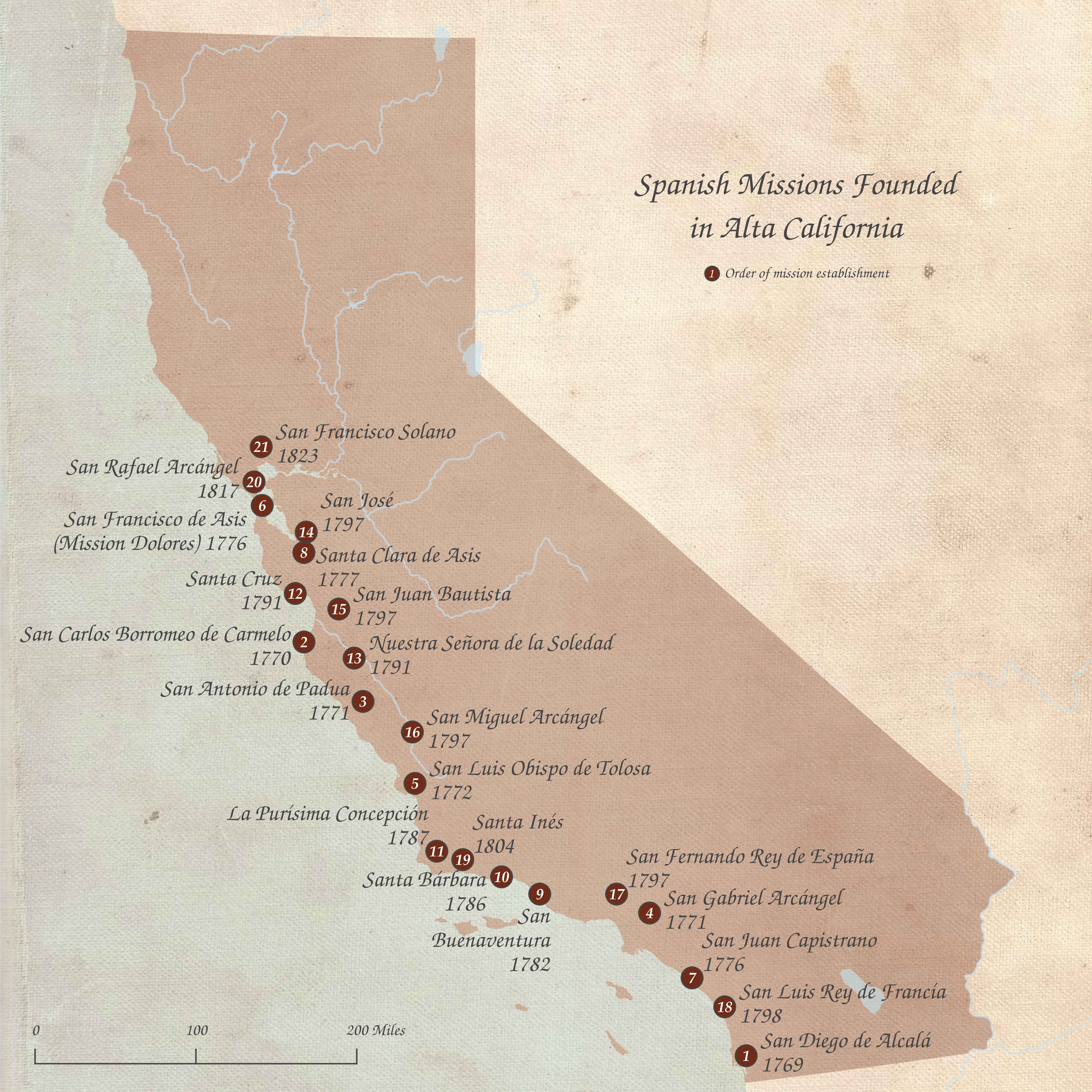
Mappa delle missioni spagnole in California

Le missioni spagnole in California sono una serie di 21 avamposti religiosi creati dai sacerdoti cattolici spagnoli dell'Ordine francescano tra il 1769 ed il 1833 per insegnare il Cristianesimo ai nativi americani nel territorio all'incirca corrispondente all'attuale stato della California, negli Stati Uniti d'America.

## Pianificazione, struttura e cultura delle missioni dell'Alta California

### Catena di missioni costiere, pianificazione e panoramica
Fino al 1754, le concessioni di terre per le missioni erano eseguite direttamente dalla Corona spagnola. Tuttavia, data la posizione remota e le difficoltà intrinseche nel comunicare con i governi territoriali, fu delegata l'autorità di effettuare tali concessioni ai viceré della Nuova Spagna. Durante il regno di re Carlo III, vennero concessi terreni per permettere l'istituzione delle missioni dell'Alta California, in parte motivati dalla presenza di commercianti di pellicce russi lungo la costa della California nella metà del XVIII secolo.
Le missioni dovevano essere interconnesse da una rotta terrestre che in seguito divenne nota come il Camino Real. La pianificazione dettagliata e la direzione delle missioni dovevano essere affidate al frate Junípero Serra, O.F.M. (il quale, nel 1767, insieme ai suoi confratelli, aveva preso il controllo di un gruppo di missioni nella Penisola di Bassa California precedentemente amministrate dai gesuiti). Dopo la morte di Serra, il reverendo Fermín Francisco de Lasuén istituì altre nove missioni, dal 1786 al 1798; altri stabilirono gli ultimi tre complessi, insieme ad almeno cinque asistencias (avamposti di assistenza missionaria).

## Elenco delle missioni
1. Missione di San Diego de Alcalá (San Diego)
2. Missione di San Luis Rey de Francia (Oceanside)
3. Missione di San Juan Capistrano (San Juan Capistrano)
4. Missione di San Gabriele Arcangelo (San Gabriel)
5. Missione San Fernando Rey de España di Velicatá (Mission Hills)
6. Missione di San Buenaventura (Ventura)
7. Missione di Santa Barbara (Santa Barbara)
8. Missione di Santa Inés (Solvang)
9. Missione di La Purísima Concepción (a nord-est di Lompoc)
10. Missione di San Luis Obispo de Tolosa (San Luis Obispo)
11. Missione di San Miguel Arcángel (San Miguel)
12. Missione di San Antonio de Padua (a nord-ovest di Jolon)
13. Missione di Nuestra Señora de la Soledad (a sud di Soledad)
14. Missione di San Carlos Borromeo de Carmelo (Carmel)
15. Missione di San Juan Bautista (San Juan Bautista)
16. Missione di Santa Cruz (Santa Cruz)
17. Missione di Santa Clara de Asís (Santa Clara)
18. Missione di San José (Fremont)
19. Missione San Francisco de Asís (San Francisco)
20. Missione di San Rafael Arcángel (San Rafael)
21. Missione di San Francisco Solano (Sonoma)